# Aktuala
Aktuala foi uma banda italiana formada em 1972, em Milão, ora categorizada como rock progressivo ora como rock psicodélico. 

## História
Seus integrantes eram o casal Walter e Laura Maioli, Daniele Cavallanti, Antonio Cerantola e Lino Vaccina. Um ano após assinaram contrato com a gravadora Bla Bla e lançaram o seu álbum de estréia homônimo, em 1973, alcançando certo reconhecimento pela Europa. 
Dois membros, Vaccina e Laura Maioli, logo deixaram a banda para se dedicar ao Trilok Gurtu. Adentraram Otto Corrado, Attilio Zanchi e Marjon Klok. 
Seu segundo álbum, La Terra, foi lançado em 1974. Posteriormente, a banda mudou-se para o Marrocos para produzir seu terceiro álbum, Tappeto Volante, em 1976.

## Integrantes
- Walter Maioli — flauta, harmônica e oboé
- Laura Maioli — percussão
- Daniele Cavallanti — saxofone
- Antonio Cerantola — guitarra
- Lino Vaccina — percussão

### Outros músicos
- Otto Corrado — saxofone e flauta
- Attilio Zanchi — violão
- Marjon Klok — harpa e percussão

## Discografia
- Aktuala (LP — 1973, Bla Bla; CD — 1991, Artis)
- La Terra (LP — 1974, Bla Bla; CD — 1993, Artis)
- Tapetto Volante (LP — 1976, Bla Bla; CD — 1994, Artis)